# Viktor Aleksandrovich Davidenko
Viktor Aleksandrovich Davidenko (tiếng Nga: Виктор Александрович Давиденко; 26/2/1914 – 15/2/1983) là kỹ sư và nhà toán lý người Nga. Ông có nhiều công trình nghiên cứu đáng chú ý trong sự phát triển vũ khí hạt nhân của Liên Xô trong khoảng thời gian 1942-1949.

## Đầu đời
Davidenko sinh ngày 26/2/1914 tại Danilovka, Volgograd Oblast. Ông theo học tại Học viện kỹ thuật Thủy văn Leningrad từ năm 1930-1932 trong khi làm việc bán thời gian là ở nhà máy Kulakov. Năm 1932, ông tiếp tục học tập tại Đại học Bách khoa Sant-Peterburg, tốt nghiệp loại ưu. Từ năm 1937, ông làm việc trong thời gian 3 năm tại Viện vật lý và công nghệ Leningrad mang tên viện sĩ Ioffe.
Năm 1940, Davidenko làm kỹ sư bán thời gian tại nhà máy số 379 thuộc Ủy ban nhân dân công nghiệp hàng không Liên Xô. Trước khi trở về Moscow, Davidenko đã được sơ tán đến nhà máy số 122 và 149 ở Kazan sau khi nước Đức bắt đầu xâm lược Liên Xô. Chi tiết của quá trình Davidenko làm việc tại những nhà máy máy bay này hầu như chưa được biết đến.

## Chương trình bom nguyên tử của Liên Xô
Tháng 5 năm 1943, Davidenko và nhiều nhà khoa học khác gia nhập phòng thí nghiệm số 2 của Igor Kurchatov thuộc Viện hàn lâm Khoa học Liên Xô. Tại đây, ông được ngưỡng mộ vì đức tính tỉ mỉ, sự khiêm tốn, và kiến thức sâu rộng. Từ năm 1943-1945, 3 kiểu lò phản ứng hạt nhân đã được phát triển tại đây: lò phản ứng nước nặng, lò phản ứng nước-graphite, lò phản ứng sử dụng nhiên liệu uranium. Davidenko tham gia nghiên cứu công nghệ lò phản ứng cùng với Georgy Flyorov (người đã phát hiện ra sự phân hạch tự phát cùng với nhà vật lý Konstantin Petrzhak).
Tháng 5 năm 1948, nhóm nghiên cứu của Kurchatov, cùng với một số nhà khoa học khác, được chỉ định nghiên cứu ở Viện nghiên cứu toàn Nga về vật lý thực nghiệm hay còn gọi là viện thiết kế KB-11 tại thành phố đóng Sarov, Nizhny Novgorod Oblast, để tham gia chương trình nghiên cứu vũ khí nguyên tử của Liên Xô. 
Kurchatov giao Davidenko phụ trách 1 trong 3 nhóm cùng làm việc trên mồi neutron của quả bom hạt nhân. Phòng thí nghiệm của nhà hóa học Vitaly Aleksandrovich được lựa chọn để tiếp tục dự án còn phòng thí nghiệm của Davidenko cung cấp thiết bị. Ông trở thành giám đốc Bộ phận 4, bộ phận nghiên cứu thực nghiệm hạt nhân vào năm 1952. Từ đây, ông đã nhiều lần cổ vũ và khuyến nghị nhà vật lý lý thuyết Andrei Sakharov và Zel'dovich để theo đuổi phương án dùng một quả bom nguyên tử để mồi, tạo năng lượng để nén nhiên liệu nhiệt hạch trong một thiết bị nổ hạt nhân 2 giai đoạn. Vào tháng 11, Davidenko cùng Sakharov đến phòng thí nghiệm ở Leningrad, nơi đang chế tạo máy phát hiện bức xạ trong vụ thử nghiệm hạt nhân sắp tới. Họ đã thu thập tuyết để cô đặc và phân tích thông số chất phóng xạ từ vụ thử nghiệm bom hạt nhân trong Chiến dịch Ivy trên đảo san hô vòng Enewetak mà Mỹ đã tổ chức cách đó vài tháng. Đáng tiếc là mẫu cô đặc đã bị đổ đi nhầm bởi một nhà hóa học.
Sau khi vụ thử nghiệm bom hạt nhân nhiệt hạch đầu tiên của Liên Xô (RDS-6 hay còn gọi là Joe-4) diễn ra thành công, ông được phong tặng danh hiệu anh hùng lao động Liên Xô và vào tháng 10 ông được trao tặng bằng khen vật lý và toán học. Tháng 1 năm 1955, ý kiến của ông về việc sử dụng vụ nổ hạt nhân như là mở đầu cho thiết bị nhiệt nhạch 2 giai đoạn đã được các nhà lý thuyết chấp nhận. Vào ngày 14 tháng 1, Zel'dovich viết một bức thư cho Khariton phác thảo sơ bộ sơ đồ thiết kế, với dòng ghi chú: "Ý tưởng về A.I. [vụ nổ bom nguyên tử] là của Viktor Aleksandrovich Davidenko." Phần giới thiệu báo cáo cuối cùng của Sakharov và Zel'dovich ngày 25 tháng 6 đã nêu, "Sự tham gia của Davidenko rất có ích trong giai đoạn phát triển ban đầu." Ông trở thành tiến sĩ và giáo sư toán lý và là quản lý Viện năm 1957. Ông vẫn tiếp tục làm việc tại KB-11 cho đến năm 1963, khi ông trở thành phó giám độc viện Kurchatov. Sau này ông làm việc tại Viện Liên hợp nghiên cứu hạt nhân Dubna.
Ông qua đời và được chôn tại nghĩa trang Kuntsevo.

## Giải thưởng và di sản
- 1949: Huân chương lao động cờ đỏ.
- 1953: Huân chương Anh hùng lao động Liên Xô và huân chương "Vì sự nghiệp lao động".
- 1953, 1956, 1962: Huân chương Lenin.

Năm 1984, hội đồng thành phố Sarov đã quyết định đổi tên phố Theatre Passage thành phố Davidenko để vinh danh ông.